# Corneliu Mănescu

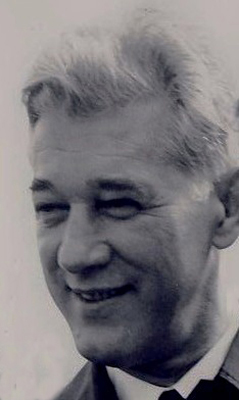
Corneliu Mănescu

Corneliu Mănescu (Ploiești, 8 februari 1916 – Boekarest, 26 juni 2000) was een Roemeens diplomaat die tussen 1961 en 1972 minister van Buitenlandse Zaken was van zijn land.
In 1936 werd Mănescu lid van de Communistische Partij. In 1961 werd hij minister van Buitenlandse Zaken onder premier Ion Maurer. Hij stond de onafhankelijkheid en ongebondenheid van Roemenië tegenover de Sovjet-Unie voor en drukte zo zijn stempel op het Roemeense buitenlandse beleid. In 1967 werd hij voor een jaar voorzitter van de Algemene Vergadering van de Verenigde Naties. Op 18 oktober 1971 werd Mănescu ontslagen uit het kabinet in een bredere zuivering door partijleider Nicolae Ceaușescu tegen corruptie en ideologische verslapping. Hij werd als minister van Buitenlandse Zaken opgevolgd door Gheorghe Macovescu.